# Румен Николов (офицер)
Вижте пояснителната страница за други личности с името Румен Николов.
Румен Георгиев Николов е български офицер, вицеадмирал.

## Биография
Роден е на 9 февруари 1957 година в Тервел. Завършва средно образование във Варна през 1976 година. От 1976 до 1981 година учи във Военноморското училище във Варна. Между 1989 и 1991 година учи във Военноморска академия в СССР. От 2003 до 2004 учи във Военната академия „Г. С. Раковски“. Военната му кариера започва като командир на БЧ-1 на противолодъчен кораб в първи отделен дивизион противолодочни кораби в базата във Варна. Впоследствие се издига до помощник-командир на противолодъчен кораб. В периода 1997 – 2001 е командир на дивизион патрулни кораби. От 2001 до 2002 е заместник-командир, а от 2006 до 2009 и командир на Военноморска база Варна, като между 2004 и 2006 година е началник на оперативно управление към Главния щаб на Военноморските сили. На 25 април 2006 г. е назначен за командир на Военноморската база – Варна, считано от 1 юни 2006 г. На 26 април 2007 г. е удостоен с висше офицерско звание бригаден адмирал. На 1 юли 2009 г. е освободен от длъжността командир на Военноморската база - Варна, назначен за заместник-началник на щаба по подготовката на Военноморските сили и удостоен с висше офицерско звание комодор. На 12 март 2010 г. е освободен от длъжността заместник-началник на щаба по подготовката на Военноморските сили и назначен за заместник-началник на Военноморските сили. На 22 юни 2011 г. е преименуван от заместник-началник на заместник-командир на Военноморските сили, считано от 1 юли 2011 г.
На 24 ноември 2011 г. комодор Румен Николов е освободен от длъжността заместник-командир на Военноморските сили, назначен на длъжността командир на Военноморските сили и удостоен с висше офицерско звание контраадмирал, считано от 1 декември 2011 г. На 28 април 2014 г. контраадмирал Румен Николов е освободен от длъжността командир на Военноморските сили, назначен на длъжността началник на отбраната и удостоен с висше офицерско звание „вицеадмирал“, считано от 30 юни 2014 г. Освободен е от последната длъжност на 9 февруари 2016 г. поради пределна възраст и излиза в запас. Снет на 9 февруари 2020 г. от запаса поради навършване на пределна възраст за генерали 63 г.
С указ № 209 от 21 август 2018 година е награден с Орден „За военна заслуга“ I степен „за големите му заслуги за развитието и укрепването на Българската армия, за дългогодишната му и безупречна служба и за приноса му за националната сигурност на Република България“.
От 1 юли 2019 г. е главен директор на Главна дирекция „Аварийно-спасителна дейност“ към ДМА – МТ 

## Военни звания
- Лейтенант (1981)
- Старши лейтенант (1984)
- Капитан-лейтенант (1988)
- Капитан III ранг (1993)
- Капитан II ранг (1996)
- Капитан I ранг (1999)
- Бригаден адмирал (26 април 2007) Комодор (1 юли 2009) преименувано звание
- Контраадмирал (1 декември 2011)
- Вицеадмирал (2014)

## Награди
- Орден „За военна заслуга“ I степен (2018)